# النمسا-إستي

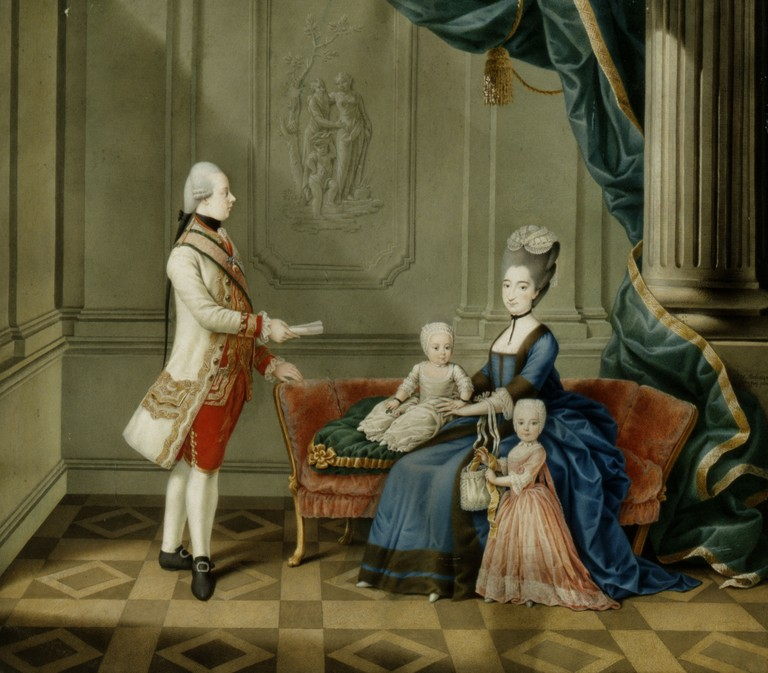
الأرشيدوق فرديناند مع زوجته ماريا بياتريس وبنتيه.

آل هابسبورغ-إستي (الإيطالية: Casa d'Asburgo-Este)، والمعروفة أيضًا باسم آل النمسا-إستي (الألمانية: Haus Österreich-Este)؛ يعتبرون حاملة لقب أرشيدوق النمسا-إستي (الإيطالية: Arciduca d'Austria-Este؛ بالألمانية: Erzherzog von Österreich-Este)، هو فرع صغير (ولكن ليس فرعًا حاكماً) من آل هابسبورغ-لورين وينحدر أيضًا من الفرع الأنثوي في آل إستي، تم إنشاؤه في عام 1771 بعد زواج الأرشيدوق فرديناند وماريا بياتريس دإستي وريثة الدوق إركولي الثالث دإستي، بعد وفاته في عام 1803 انتهى الفرع الحاكم في مودنة من السلالة الذكورية لعائلة إستي رغم وجود فرع بعيد آل فلف الألمانية البروتستانتية والمنتسبة إلى السلالة، وبذلك ورثت سلالة هابسبورغ-إستي فيما بعد ممتلكاته الواقعة الآن بإيطاليا.

## التاريخ

### الأصول
اعتبر إركولي الثالث دإستي، آخر دوق من أسرة إستي لدوقية مودنة وريدجو من خط الذكوري المباشر، تم خلعه في عام 1796 من قبل الفرنسيين، ودمج إمارته الإيطالية في جمهورية الألب، فيما بعد جمهورية الإيطالية النابليونية، ومع عام 1814 انتهى الحكم الفرنسي في إيطاليا، وكان من المقرر أن تُعاد مودنة إلى ابنته ماريا بياتريس وابنها فرانشيسكو من النمسا-إستي، في السابق خلال الاحتلال تم تعويض إركولي بدوقية بريسغاو في جنوب غرب ألمانيا؛ تنازلت آل هابسبورغ عن هذه الدوقية له تحسبًا لسقوطها في النهاية في أيدي عائلة هابسبورغ مرة أخرى، حيث أن ابنة إركولي الوحيدة متزوجة من ابن هابسبورغ الأرشيدوق فرديناند، ومع وفاته في عام 1803، ورثت ابنته وزوجها بريسغاو بالفعل، لكنهما فقداها في عام 1805 لصالح دوقية بادن الكبرى المتوسعة.

### إميليا
حكمت العائلة التي تنحدر من عائلة إستي دوقية مودنة وريدجو مرة أخرى منذ عام 1814 حتى عام 1859 مستخدمة أسماء هابسبورغ-إستي ومشتقاتها، إلى جانب الألقاب الفرعية دوق ريدجو وميراندولا وماسا، أمير كرارا ولونيجيانا، ودوق غاستالا منذ عام 1847، وفي عام 1859 فقدت الإمارة استقلالها وتم دمجها في المملكة الإيطالية المتحدة الوليدة، وعزل فرانشيسكو الخامس آخر دوق سيادي، (حكم.1846-1859، وتوفي عام 1875)؛ وانسحب نحو ممتلكاته في النمسا.
بعد وفاة والدته في عام 1840، اعتبر اليعاقبة الإنجليز فرانسيس الوريث الشرعي للعروش الإنجليزية والاسكتلندية (مع لقب الملك فرانسيس الأول)؛ عندما توفي بفيينا في 20 نوفمبر 1875، انقرض عائلته من ناحية الذكور، كانت وريثته من خلال الدم هي ابنة شقيقه الأرشيدوقة ماريا تيريزا من النمسا-إستي (توفيت عام 1919)، والمتزوجة من الأمير لودفيغ البافاري (أصبحا فيما بعد ملكًا وملكة بافاريا). ويستمر الوريث المباشر لعائلة إستي من نسلهم، والوريث الحالي هو فرانتس دوق بافاريا.

### بعد التوحيد والوضع الحالي
رغم ذلك قرر فرانشيسكو الخامس الاحتفاظ باسم إستي في عائلة هابسبورغ تاركاً معظم ممتلكاته الضخمة لابن عمه الشاب الأرشيدوق فرانتس فرديناند النمساوي بشروط معينة، أحدها أن يستخدم الوريث وورثته في المستقبل الاسم إستي، وهكذا سقطت الملكية غير الإقليمية لعائلة إستي في فرع الأرشيدوق كارل لودفيغ شقيق الأصغر للإمبراطور فرانتس يوزف، بحيث أصبح لقب النمسا-إستي نوعًا ما اللقب الثاني داخل العائلة الإمبراطورية النمساوية.
على الرغم من أن الوريث الأول الأرشيدوق فرانتس فرديناند (1863-1914)، لم يكن من نسل آخر دوقة إستي ماريا بياتريس من مودنة، إلا أنه اتخذ اسم النمسا-إستي بالفعل، وفي عام 1896 أصبح الوريث المفترض لإمبراطورية النمساوية المجرية، ووفقًا لشروط الميراث الثاني لم يمكنه الجمع بين ميراث النمسا-إستي مع ميراث الفرع الأكبر لعائلة هابسبورغ، أي الأسرة الحاكمة الإمبراطورية النمساوية المجرية، ولكنه اغتيل في 28 يونيو 1914 في سراييفو قبل أن يصبح إمبراطورًا، نظرًا لأن أبنائه ولدوا من خلال زواج مرغنطي اعتباروا غير مؤهلين للخلافة، وفي 16 أبريل 1917 أصدر الإمبراطور كارل الأول النمساوي بصفته رئيسًا لعائلة هابسبورغ خطابات براءة اختراع تمنح الاسم وشعارات وتراث النمسا-إستي لنسل والده، وبذلك إلى ابنه الثاني الأرشيدوق روبرشت وورثته المستقبليين حسب البكورة الذكورية، من خلال والدته زيتا من بوربون-بارما تصادف أن روبرشت اعتبر من نسل الدوق إركولي الثالث أيضًا، وبالتالي ربط بدماء آخر دوقات إستي باسم النمسا-إستي.
وعند وفاته خلفه ابنه البكر الأرشيدوق لورينتس المولود عام 1955 وأصبح متزوجاً من الأميرة أستريد هي ابنة ألبير الثاني ملك بلجيكا، وبما أن عرش بلجيكا يمكن أن توارثه الإناث (ولم يعد للذكور أسبقية على الإناث)، ولذلك تعتبر الأميرة أستريد وريثة بلجيكا مباشرة بعد أبناء شقيقها الملك فيليب، وعلى هذا النحو تم ترقية زوجها الأرشيدوق لورينتس في عام 1995 إلى لقب إضافي وهو أمير بلجيكا، يُطلق هذا على أبناء الزوجين، منذ عام 1991 أصبح اللقب أرشيدوق النمسا-إستي وأمير بلجيكا، وأكبرهم سناً هو أميديو أمير بلجيكا وأرشيدوق النمسا-إستي من مواليد 1986.

## شعارات

الأرشيدوق فرديناند كارل (1754–1806)
فرانشيسكو الرابع دوق مودنة (1779–1846)
فرانشيسكو الخامس دوق مودنة (1819–1875)
الأرشيدوق فرانتس فرديناند (1863–1914)
الأرشيدوق روبرشت  (1915–1996)